# Ne vedremo delle belle
Ne vedremo delle belle è stato un programma televisivo italiano di genere talent show andato in onda in prima serata su Rai 1 dal 22 marzo al 12 aprile 2025 con la conduzione di Carlo Conti.

## Il programma
Il talent show proponeva una sfida di spettacolo tra 10 showgirl del varietà televisivo italiano degli anni ottanta, novanta e duemila: Matilde Brandi, Laura Freddi, Valeria Marini, Lorenza Mario, Veronica Maya, Angela Melillo, Patrizia Pellegrino, Pamela Prati, Carmen Russo e Adriana Volpe. Ogni settimana le showgirl si preparavano su cinque prove (tra cui canto, ballo e musical) e dovevano sottoporsi a sfide a due, senza saperne il tema o l'avversaria, giudicate da una giuria composta da Christian De Sica, Mara Venier e Frank Matano, più le altre otto showgirl: la preferenza dei giurati valeva 5 punti, mentre le showgirl non in sfida contribuivano per 1 punto ciascuna. Al termine delle sfide, ogni giurato assegnava ulteriori 5 punti bonus a testa ad una delle showgirl vincitrici delle sfide, dando così vita ai punteggi totali e alla classifica di puntata.
I punti di ogni singola puntata andavano a cumularsi alla classifica generale, più alcuni punti ottenuti dai follower sui social del programma. La vincitrice della classifica generale, Lorenza Mario, ha ottenuto un premio di 20.000 € da devolvere all'associazione Una. Nessuna. Centomila.
Originariamente erano previste cinque puntate, ma, a causa dei bassi ascolti, il programma è stato chiuso in anticipo alla quarta puntata.

## Puntate

### Prima puntata
- Data: 22 marzo 2025[4]
- Ospiti: Massimo Ceccherini, Noemi

| Classifica di puntata | Concorrente         | Punti |
| --------------------- | ------------------- | ----- |
| 1                     | Pamela Prati        | 24    |
| 2                     | Laura Freddi        | 19    |
| 2                     | Adriana Volpe       | 19    |
| 4                     | Veronica Maya       | 13    |
| 5                     | Lorenza Mario       | 12    |
| 6                     | Matilde Brandi      | 11    |
| 7                     | Valeria Marini      | 10    |
| 8                     | Angela Melillo      | 9     |
| 8                     | Carmen Russo        | 9     |
| 10                    | Patrizia Pellegrino | 4     |

| Sfida                                | Concorrente | Preferenza showgirl | Preferenza showgirl | Preferenza showgirl | Preferenza showgirl | Preferenza showgirl | Preferenza showgirl | Preferenza showgirl | Preferenza showgirl | Preferenza showgirl | Preferenza showgirl | Preferenza giuria | Preferenza giuria | Preferenza giuria | Punti bonus giuria | Totale punti |
| Sfida                                | Concorrente | Brandi              | Freddi              | Marini              | Mario               | Maya                | Melillo             | Pellegrino          | Prati               | Russo               | Volpe               | De Sica           | Matano            | Venier            | Punti bonus giuria | Totale punti |
| ------------------------------------ | ----------- | ------------------- | ------------------- | ------------------- | ------------------- | ------------------- | ------------------- | ------------------- | ------------------- | ------------------- | ------------------- | ----------------- | ----------------- | ----------------- | ------------------ | ------------ |
| Ballo - Si antes te hubiera conocido | Maya        |                     |                     |                     |                     |                     |                     |                     |                     |                     |                     |                   |                   |                   |                    | 13           |
| Ballo - Si antes te hubiera conocido | Marini      |                     |                     |                     |                     |                     |                     |                     |                     |                     |                     |                   |                   |                   |                    | 10           |
| Intervista - Massimo Ceccherini      | Pellegrini  |                     |                     |                     |                     |                     |                     |                     |                     |                     |                     |                   |                   |                   |                    | 4            |
| Intervista - Massimo Ceccherini      | Volpe       |                     |                     |                     |                     |                     |                     |                     |                     |                     |                     |                   |                   |                   |                    | 19           |
| Musical - Mamma mia!                 | Prati       |                     |                     |                     |                     |                     |                     |                     |                     |                     |                     |                   |                   |                   | +10                | 24           |
| Musical - Mamma mia!                 | Melillo     |                     |                     |                     |                     |                     |                     |                     |                     |                     |                     |                   |                   |                   |                    | 9            |
| Canto - Pelle diamante               | Russo       |                     |                     |                     |                     |                     |                     |                     |                     |                     |                     |                   |                   |                   |                    | 9            |
| Canto - Pelle diamante               | Freddi      |                     |                     |                     |                     |                     |                     |                     |                     |                     |                     |                   |                   |                   | +5                 | 19           |
| Photo Story                          | Brandi      |                     |                     |                     |                     |                     |                     |                     |                     |                     |                     |                   |                   |                   |                    | 11           |
| Photo Story                          | Mario       |                     |                     |                     |                     |                     |                     |                     |                     |                     |                     |                   |                   |                   |                    | 12           |

### Seconda puntata
- Data: 29 marzo 2025[5]
- Ospiti: Coma_Cose, Maurizio Battista
- Esibizione fuori gara: tutte le showgirl si esibiscono con un balletto sulla canzone Shake It Off come sigla di apertura della puntata.

| Classifica di puntata | Concorrente         | Punti |
| --------------------- | ------------------- | ----- |
| 1                     | Lorenza Mario       | 23    |
| 2                     | Matilde Brandi      | 22    |
| 2                     | Carmen Russo        | 22    |
| 4                     | Pamela Prati        | 16    |
| 5                     | Laura Freddi        | 14    |
| 6                     | Valeria Marini      | 12    |
| 7                     | Angela Melillo      | 9     |
| 8                     | Veronica Maya       | 6     |
| 9                     | Patrizia Pellegrino | 5     |
| 10                    | Adriana Volpe       | 1     |

| Sfida                                   | Concorrente         | Preferenza showgirl | Preferenza showgirl | Preferenza showgirl | Preferenza showgirl | Preferenza showgirl | Preferenza showgirl | Preferenza showgirl | Preferenza showgirl | Preferenza showgirl | Preferenza showgirl | Preferenza giuria | Preferenza giuria | Preferenza giuria | Punti bonus giuria | Totale punti |
| Sfida                                   | Concorrente         | Brandi              | Freddi              | Marini              | Mario               | Maya                | Melillo             | Pellegrino          | Prati               | Russo               | Volpe               | De Sica           | Matano            | Venier            | Punti bonus giuria | Totale punti |
| --------------------------------------- | ------------------- | ------------------- | ------------------- | ------------------- | ------------------- | ------------------- | ------------------- | ------------------- | ------------------- | ------------------- | ------------------- | ----------------- | ----------------- | ----------------- | ------------------ | ------------ |
| Musical - Moulin Rouge!                 | Veronica Maya       |                     |                     |                     |                     |                     |                     |                     |                     |                     |                     |                   |                   |                   |                    | 6            |
| Musical - Moulin Rouge!                 | Matilde Brandi      |                     |                     |                     |                     |                     |                     |                     |                     |                     |                     |                   |                   |                   | +5                 | 22           |
| Canto a ostacoli - Cuoricini            | Valeria Marini      |                     |                     |                     |                     |                     |                     |                     |                     |                     |                     |                   |                   |                   | +5                 | 12           |
| Canto a ostacoli - Cuoricini            | Pamela Prati        |                     |                     |                     |                     |                     |                     |                     |                     |                     |                     |                   |                   |                   |                    | 16           |
| Intervista - Maurizio Battista          | Angela Melillo      |                     |                     |                     |                     |                     |                     |                     |                     |                     |                     |                   |                   |                   |                    | 9            |
| Intervista - Maurizio Battista          | Laura Freddi        |                     |                     |                     |                     |                     |                     |                     |                     |                     |                     |                   |                   |                   |                    | 14           |
| Ballo - Apt.                            | Carmen Russo        |                     |                     |                     |                     |                     |                     |                     |                     |                     |                     |                   |                   |                   |                    | 22           |
| Ballo - Apt.                            | Adriana Volpe       |                     |                     |                     |                     |                     |                     |                     |                     |                     |                     |                   |                   |                   |                    | 1            |
| Canto parallelo - L'importante è finire | Lorenza Mario       |                     |                     |                     |                     |                     |                     |                     |                     |                     |                     |                   |                   |                   |                    | 23           |
| Canto parallelo - L'importante è finire | Patrizia Pellegrino |                     |                     |                     |                     |                     |                     |                     |                     |                     |                     |                   |                   |                   | +5                 | 5            |

### Terza puntata
- Data: 5 aprile 2025[6]
- Ospiti: Nino Frassica, Nunzia De Girolamo, Serena Brancale

- Esibizione fuori gara: tutte le showgirl si esibiscono con un balletto sulla canzone Single Ladies (Put a Ring on It) come sigla di apertura della puntata.

| Classifica di puntata | Concorrente         | Punti |
| --------------------- | ------------------- | ----- |
| 1                     | Angela Melillo      | 20    |
| 2                     | Patrizia Pellegrino | 18    |
| 3                     | Adriana Volpe       | 17    |
| 4                     | Lorenza Mario       | 16    |
| 5                     | Pamela Prati        | 14    |
| 6                     | Carmen Russo        | 12    |
| 7                     | Valeria Marini      | 10    |
| 8                     | Laura Freddi        | 9     |
| 9                     | Matilde Brandi      | 8     |
| 10                    | Veronica Maya       | 6     |

| Sfida                                      | Concorrente         | Preferenza showgirl | Preferenza showgirl | Preferenza showgirl | Preferenza showgirl | Preferenza showgirl | Preferenza showgirl | Preferenza showgirl | Preferenza showgirl | Preferenza showgirl | Preferenza showgirl | Preferenza giuria | Preferenza giuria | Preferenza giuria | Punti bonus giuria | Totale punti |
| Sfida                                      | Concorrente         | Brandi              | Freddi              | Marini              | Mario               | Maya                | Melillo             | Pellegrino          | Prati               | Russo               | Volpe               | De Sica           | Matano            | Venier            | Punti bonus giuria | Totale punti |
| ------------------------------------------ | ------------------- | ------------------- | ------------------- | ------------------- | ------------------- | ------------------- | ------------------- | ------------------- | ------------------- | ------------------- | ------------------- | ----------------- | ----------------- | ----------------- | ------------------ | ------------ |
| Musical - Priscilla, la regina del deserto | Valeria Marini      |                     |                     |                     |                     |                     |                     |                     |                     |                     |                     |                   |                   |                   |                    | 10           |
| Musical - Priscilla, la regina del deserto | Patrizia Pellegrino |                     |                     |                     |                     |                     |                     |                     |                     |                     |                     |                   |                   |                   | +5                 | 18           |
| Canto parallelo - Non sono una signora     | Angela Melillo      |                     |                     |                     |                     |                     |                     |                     |                     |                     |                     |                   |                   |                   |                    | 20           |
| Canto parallelo - Non sono una signora     | Matilde Brandi      |                     |                     |                     |                     |                     |                     |                     |                     |                     |                     |                   |                   |                   | +5                 | 8            |
| Intervista - Nino Frassica                 | Adriana Volpe       |                     |                     |                     |                     |                     |                     |                     |                     |                     |                     |                   |                   |                   |                    | 17           |
| Intervista - Nino Frassica                 | Veronica Maya       |                     |                     |                     |                     |                     |                     |                     |                     |                     |                     |                   |                   |                   |                    | 6            |
| Ballo - Kiss Kiss                          | Lorenza Mario       |                     |                     |                     |                     |                     |                     |                     |                     |                     |                     |                   |                   |                   |                    | 16           |
| Ballo - Kiss Kiss                          | Carmen Russo        |                     |                     |                     |                     |                     |                     |                     |                     |                     |                     |                   |                   |                   | +5                 | 12           |
| Canto a ostacoli - Anema e core            | Pamela Prati        |                     |                     |                     |                     |                     |                     |                     |                     |                     |                     |                   |                   |                   |                    | 14           |
| Canto a ostacoli - Anema e core            | Laura Freddi        |                     |                     |                     |                     |                     |                     |                     |                     |                     |                     |                   |                   |                   |                    | 9            |

### Quarta puntata
- Data: 12 aprile 2025
- Ospiti: Francesco Gabbani, Ginevra Joyce, Rossella Erra

| Classifica di puntata | Concorrente         | Punti |
| --------------------- | ------------------- | ----- |
| 1                     | Carmen Russo        | 25    |
| 2                     | Veronica Maya       | 20    |
| 3                     | Matilde Brandi      | 19    |
| 4                     | Lorenza Mario       | 18    |
| 5                     | Laura Freddi        | 16    |
| 6                     | Valeria Marini      | 13    |
| 7                     | Angela Melillo      | 8     |
| 8                     | Patrizia Pellegrino | 7     |
| 9                     | Adriana Volpe       | 5     |
| 10                    | Pamela Prati        | 4     |

| Sfida                                  | Concorrente         | Preferenza showgirl | Preferenza showgirl | Preferenza showgirl | Preferenza showgirl | Preferenza showgirl | Preferenza showgirl | Preferenza showgirl | Preferenza showgirl | Preferenza showgirl | Preferenza showgirl | Preferenza giuria | Preferenza giuria | Preferenza giuria | Punti bonus giuria | Sfida bonus - Occidentali's Karma | Totale punti |
| Sfida                                  | Concorrente         | Brandi              | Freddi              | Marini              | Mario               | Maya                | Melillo             | Pellegrino          | Prati               | Russo               | Volpe               | De Sica           | Matano            | Venier            | Punti bonus giuria | Sfida bonus - Occidentali's Karma | Totale punti |
| -------------------------------------- | ------------------- | ------------------- | ------------------- | ------------------- | ------------------- | ------------------- | ------------------- | ------------------- | ------------------- | ------------------- | ------------------- | ----------------- | ----------------- | ----------------- | ------------------ | --------------------------------- | ------------ |
| Tango                                  | Valeria Marini      |                     |                     |                     |                     |                     |                     |                     |                     |                     |                     |                   |                   |                   |                    |                                   | 13           |
| Tango                                  | Carmen Russo        |                     |                     |                     |                     |                     |                     |                     |                     |                     |                     |                   |                   |                   | +15                |                                   | 25           |
| Canto ad ostacoli - La bambola         | Laura Freddi        |                     |                     |                     |                     |                     |                     |                     |                     |                     |                     |                   |                   |                   |                    |                                   | 16           |
| Canto ad ostacoli - La bambola         | Patrizia Pellegrino |                     |                     |                     |                     |                     |                     |                     |                     |                     |                     |                   |                   |                   |                    |                                   | 7            |
| Musical - Flashdance                   | Pamela Prati        |                     |                     |                     |                     |                     |                     |                     |                     |                     |                     |                   |                   |                   |                    |                                   | 4            |
| Musical - Flashdance                   | Matilde Brandi      |                     |                     |                     |                     |                     |                     |                     |                     |                     |                     |                   |                   |                   |                    |                                   | 19           |
| Burlesque                              | Veronica Maya       |                     |                     |                     |                     |                     |                     |                     |                     |                     |                     |                   |                   |                   |                    | +5                                | 20           |
| Burlesque                              | Angela Melillo      |                     |                     |                     |                     |                     |                     |                     |                     |                     |                     |                   |                   |                   |                    |                                   | 8            |
| Ballo parallelo - Chiamo io, chiami tu | Adriana Volpe       |                     |                     |                     |                     |                     |                     |                     |                     |                     |                     |                   |                   |                   |                    |                                   | 5            |
| Ballo parallelo - Chiamo io, chiami tu | Lorenza Mario       |                     |                     |                     |                     |                     |                     |                     |                     |                     |                     |                   |                   |                   |                    |                                   | 18           |

## Classifica generale
La classifica generale è determinata dai punti guadagnati da ciascuna concorrente nelle esibizioni di tutte le puntate, votate dalle rispettive compagne e dalla giuria.
| Classifica finale | Concorrente         | Punti prima puntata | Punti seconda puntata | Punti terza puntata | Punti quarta puntata | Punti dai social | Punti totali |
| ----------------- | ------------------- | ------------------- | --------------------- | ------------------- | -------------------- | ---------------- | ------------ |
| 1                 | Lorenza Mario       | +12                 | +23                   | +16                 | +18                  | +1               | 70           |
| 2                 | Carmen Russo        | +9                  | +9                    | +12                 | +25                  | –                | 68           |
| 3                 | Matilde Brandi      | +11                 | +22                   | +8                  | +19                  | –                | 60           |
| 4                 | Pamela Prati        | +24                 | +16                   | +14                 | +4                   | –                | 58           |
| 4                 | Laura Freddi        | +19                 | +19                   | +9                  | +16                  | –                | 58           |
| 6                 | Angela Melillo      | +9                  | +9                    | +20                 | +8                   | +5               | 51           |
| 7                 | Valeria Marini      | +10                 | +12                   | +10                 | +13                  | –                | 45           |
| 7                 | Veronica Maya       | +13                 | +6                    | +6                  | +20                  | –                | 45           |
| 9                 | Adriana Volpe       | +19                 | +1                    | +17                 | +5                   | –                | 42           |
| 10                | Patrizia Pellegrino | +4                  | +5                    | +18                 | +7                   | +3               | 37           |

## Accoglienza

### Ascolti
| Puntata | Messa in onda  | Telespettatori | Share  |
| ------- | -------------- | -------------- | ------ |
| 1       | 22 marzo 2025  | 3 006 000      | 17,60% |
| 2       | 29 marzo 2025  | 2 161 000      | 14,56% |
| 3       | 5 aprile 2025  | 2 007 000      | 13,00% |
| 4       | 12 aprile 2025 | 1 936 000      | 12,70% |
| Media   | Media          | 2 278 000      | 14,47% |

Nonostante fossero previste in totale cinque puntate, a causa di un drastico calo di ascolti nel corso delle serate, la dirigenza Rai e il conduttore e autore del programma Carlo Conti hanno ufficializzato la chiusura anticipata del programma per il 12 aprile anziché il 26 aprile.

### Critica
Il programma ha ricevuto recensioni perlopiù negative da parte della critica televisiva, che non ne ha apprezzato la produzione e regia.
Aldo Grasso, recensendo il programma per il Corriere della Sera, scrive che «si fa fatica a trovare parole e aggettivi per definire un programma così brutto» in quanto le protagoniste sono «showgirl che sono state protagoniste di programmi dimenticabili». Irene Natali di Movieplayer.it scrive che si tratta di «un programma ideato pensando al trash» dove le prove sostenute dalle showgirl sono descritte come «la farsa s'è fatta tragedia», chiudendo la recensione scrivendo «Checco Zalone direbbe: Ma è del mestiere questo?».
In una recensione negativa per Wired Italia, Paolo Armelli afferma che il programma presenta «una regia ondivaga che non riprende mai il momento giusto e soprattutto non valorizza nessuna delle showgirl» e con «un montaggio avvinazzato e brutale, telecamere a vista, tempi morti, microfoni accesi che si accavallano». Armelli apprezza che il programma metta in luce «le tante storture che esistono nella nostra società quando si parla di donne non più giovanissime», riscontrando tuttavia che il programma stesso ne derida la presenza sugli schermi.
Gennaro Marco Duello, in una recensione per Fanpage.it, scrive che è «uno show che sta cercando disperatamente di mantenere un certo aplomb istituzionale» mentre «il pubblico attende solo una cosa: il momento in cui Valeria Marini e Patrizia Pellegrino si strapperanno le extension a vicenda». Duello consiglia alla produzione di «smettere di vergognarsi di ciò che è: un meraviglioso contenitore di inciuci di prima classe».